# Межбедренный секс

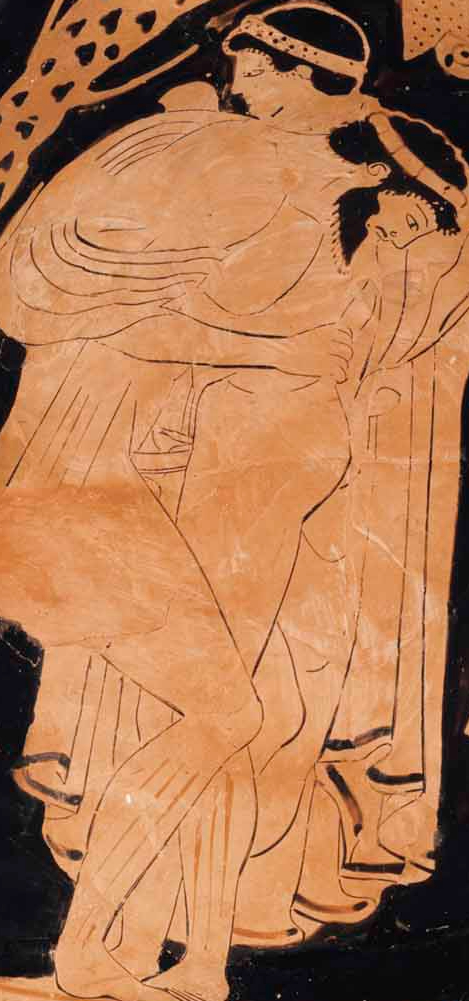
Самый ранний пример межбедренного секса в произведении искусства; по словам автора «Греческой эротики» Мартина Ф. Килмера, он изображает «наиболее распространённую позу». В современных терминах это можно было бы назвать трением гениталиями.

Межбедренный секс — разновидность полового акта без проникновения, при которой пенис одного человека помещается между бёдер другого, и за счёт движений достигается удовольствие. Может быть как гетеросексуальным, так и гомосексуальным.

## Этимология
Кеннет Довер впервые употребил термин «межбедренный секс» в своей книге «Греческий гомосексуализм» 1978 года. Довер использовал этот термин для обозначения сексуальной активности между мужчиной постарше и мальчиком. Древнегреческий термин для этой практики был διαμηρίζειν diamērizein («делать [что-то] между бёдрами»). Словарь Уэбстера определяет межбедренный секс как акт, при котором один из партнёров «помещает [свой] пенис ... между [сомкнутыми] бёдрами другого партнёра ... [и совершает толчки], чтобы создать трение».  Синонимы включают interfemoris coitus,  секс между бёдрами  и межбедренный секс. 
Кан Чоу из Кембриджского университета отмечает, что определение Довера похоже на идею «небесной любви», сформулированную Павсанием, которая «способствует стабильным отношениям между мальчиком и мужчиной на протяжении всей жизни и способствует интеллектуальному развитию младшего мальчика». 

## История возникновения и практика

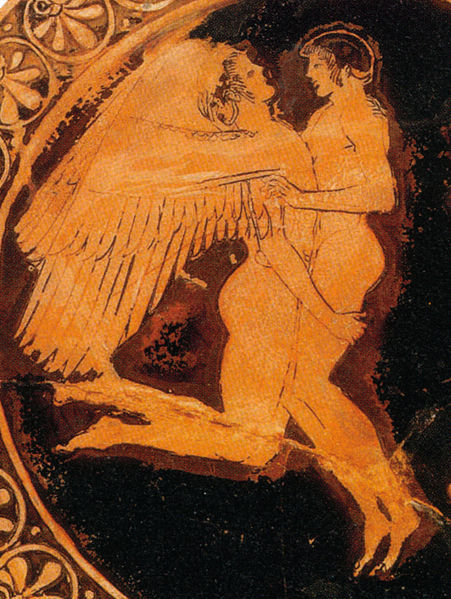
Зефир и Гиацинт, Аттический сосуд из Тарквинии, ок. 480 до н. э., Бостонский музей изящных искусств

В Древней Греции практиковалась межбедренная педерастия, то есть секс между взрослым мужчиной в активной роли и молодым юношей в пассивной. В то время как пассивное положение в сексе считалось подчинённым, а потому унизительным, непроникающие разновидности считались, предположительно, менее унизительными, чем анальный секс. Практика межбедренного секса сохранилась запечатлённой на вазах (см. пример ниже). По мнению некоторых учёных, межбедренный секс был предпочтительной формой педерастии, в то время как другие учёные считают, что свидетельств этого недостаточно. Такой вид секса был распространённой практикой в древнегреческом обществе до первых веков нашей эры. Позднее это стало подпадать под действие законов о содомии и всё чаще воспринималось как нечто постыдное. 
В XVII веке межбедренный секс был описан в нескольких литературных произведениях и приобрёл культурную значимость, став частью сексуальных отношений между мужчинами после суда и казни Мервина Туше, 2-го графа Каслхейвена в 1631 году.
У некоторых племён Южной Африки существует традиция гетеросексуального добрачного межбедренного секса (коса ukumetsha, зулу ukuhlobonga, сесото soma), входящего в ритуал ухаживания. Ухаживание состоит из трёх частей, во время которых жених пытается по очереди получить разрешение на брак от невесты, её сестёр и родителей. На второй стадии, после получения согласия от самой девушки, сёстры учат её межбедренному сексу. На третьей стадии, после получения согласия от сестёр, жених занимается c невестой межбедренным сексом, где невеста должна держать бёдра плотно сжатыми, а жених не должен проникать в неё, поскольку в случае лишения невесты девственности до брака глава племени наложит на жениха штраф. По мере вестернизации южноафриканского общества традиционные ритуалы ухаживания и вместе с ними межбедренный секс становится более редким явлением.